# Maya Zankoul
Maya Zankoul, en arabe : مايا زنقول, née le 30 juin 1986 à Hasbaïa au Liban est une écrivaine libanaise, une artiste visuelle, une blogueuse et une personnalité de la télévision, connue pour ses dessins et ses bandes dessinées publiées en livres et sur son blog de bande dessinée en ligne.

## Biographie
Elle grandit à Jeddah en Arabie saoudite et déménage, en 2005, dans son pays d'origine, où elle obtient un Bachelor of Arts en design graphique, en 2007, de l'université Notre-Dame-de-Louaizé à Zouk Mosbeh au Liban,.